# Vilnohirsk
Vilnohirsk (în ucraineană Вільногірськ) este oraș regional în regiunea Dnipropetrovsk, Ucraina. 

## Demografie
Componența lingvistică a orașului Vilnohirsk
     Ucraineană (81,35%)
     Rusă (18,26%)
     Alte limbi (0,29%)
Conform recensământului din 2001, majoritatea populației orașului Vilnohirsk era vorbitoare de ucraineană (81,35%), existând în minoritate și vorbitori de rusă (18,26%).